# Municipio de Bingham (condado de Huron)
El municipio de Bingham (en inglés: Bingham Township) es un municipio ubicado en el condado de Huron en el estado estadounidense de Míchigan. En el año 2010 tenía una población de 1709 habitantes y una densidad poblacional de 18,4 personas por km².

## Geografía
El municipio de Bingham se encuentra ubicado en las coordenadas 43°43′26″N 82°56′15″O / 43.72389, -82.93750. Según la Oficina del Censo de los Estados Unidos, el municipio tiene una superficie total de 92.89 km², de la cual 92,61 km² corresponden a tierra firme y (0,3 %) 0,28 km² es agua.

## Demografía
Según el censo de 2010, había 1709 personas residiendo en el municipio de Bingham. La densidad de población era de 18,4 hab./km². De los 1709 habitantes, el municipio de Bingham estaba compuesto por el 98,6 % blancos, el 0,29 % eran afroamericanos, el 0,12 % eran amerindios, el 0,12 % eran asiáticos, el 0,12 % eran de otras razas y el 0,76 % eran de una mezcla de razas. Del total de la población el 0,7 % eran hispanos o latinos de cualquier raza.